# Anne O'Brien (football)
Pour les articles homonymes, voir Anne O'Brien.
Anne O'Brien (née le 25 janvier 1956 à Dublin et morte le 29 août 2016 à Dublin) est une footballeuse internationale irlandaise évoluant au poste de milieu de terrain, reconvertie ensuite au poste d'entraîneur. Elle est la première footballeuse irlandaise à jouer en première division à l'étranger.

## Carrière

### Carrière en club
O'Brien rejoint le Stade de Reims à l'âge de 17 ans, après une tournée du club français à Dublin. O'Brien fait donc partie de la première équipe championne de france en 1975 Elle arrive en Italie en 1976,après avoir remporté le Championnat de France 1974-1975 avec les Rémoises. O'Brien connaît aussi les titres en Italie, remportant six Scudetti et deux Coupes d'Italie à travers sept clubs différents en 18 ans.
Commençant son périple italien à la SS Lazio, O'Brien remporte le Championnat d'Italie en 1979 et en 1980, ainsi que la Coupe d'Italie en 1977. Elle contribue ensuite au titre de l'ACF Trani en 1984. Retournant à la Lazio et jouant aux côtés de Pia Sundhage, elle remporte une nouvelle Coupe d'Italie en 1985. Elle gagne ensuite trois Championnats d'Italie consécutifs ; deux avec la Reggiana (1989–90, 1990–91) et un avec Milan Salvarani (1991–92).
Le Dizionario del Calcio Italiano décrit O'Brien comme une milieu de terrain créatrice élégante, sachant lire le jeu et ayant un jeu de passes précis. Elle est nommée avec Rose Reilly, Conchi Sánchez et Susy Augustesen comme l'une des meilleures joueuses étrangères du championnat italien. En 2014, la légende italienne Carolina Morace nomme O'Brien comme l'une des meilleures joueuses du monde, et la décrit comme une inspiration.

### Carrière internationale
O'Brien connaît une carrière internationale sans grand exploit. En raison des coûts de transport, elle n'est appelée en équipe nationale que pour des matchs de grande importance après qu'elle a émigrée.
En octobre 1973, O'Brien joue contre la France au Parc des Princes à Paris. L'Irlande est battue 4–1 mais O'Brien est nommée joueuse du match. O'Brien affirme à la radio Newstalk en août 2014 qu'elle a comptabilisé environ quatre sélections mais n'a jamais été appelée lorsqu'elle jouait en Europe continentale. En avril 1990, alors qu'elle visite Dublin, elle joue un match comptant pour les éliminatoires du Championnat d'Europe féminin de football 1991, contre les Pays-Bas, se concluant sur un score nul et vierge.

## Vie privée
En 1987, O'Brien fait une pause dans sa carrière pour donner naissance à son fils Andrea. Après sa retraite de joueuse, elle s'installe à Rome. O'Brien reste dans le monde du football, entraînant la Lazio en 2005-2006 et la Civitavecchia en 2007-2008, puis travaillant pour la Fédération italienne de football.
En 1999 son fils Andrea joue dans les équipes de jeunes de l'AS Rome. O'Brien est une cousine du joueur et entraîneur de football Johnny Giles et une parente éloignée du footballeur Jimmy Conway. Elle est aussi la tante du footballeur Ger O'Brien (en). 
Elle meurt le 29 août 2016 à Rome.